# Кровавое воскресенье (1920)

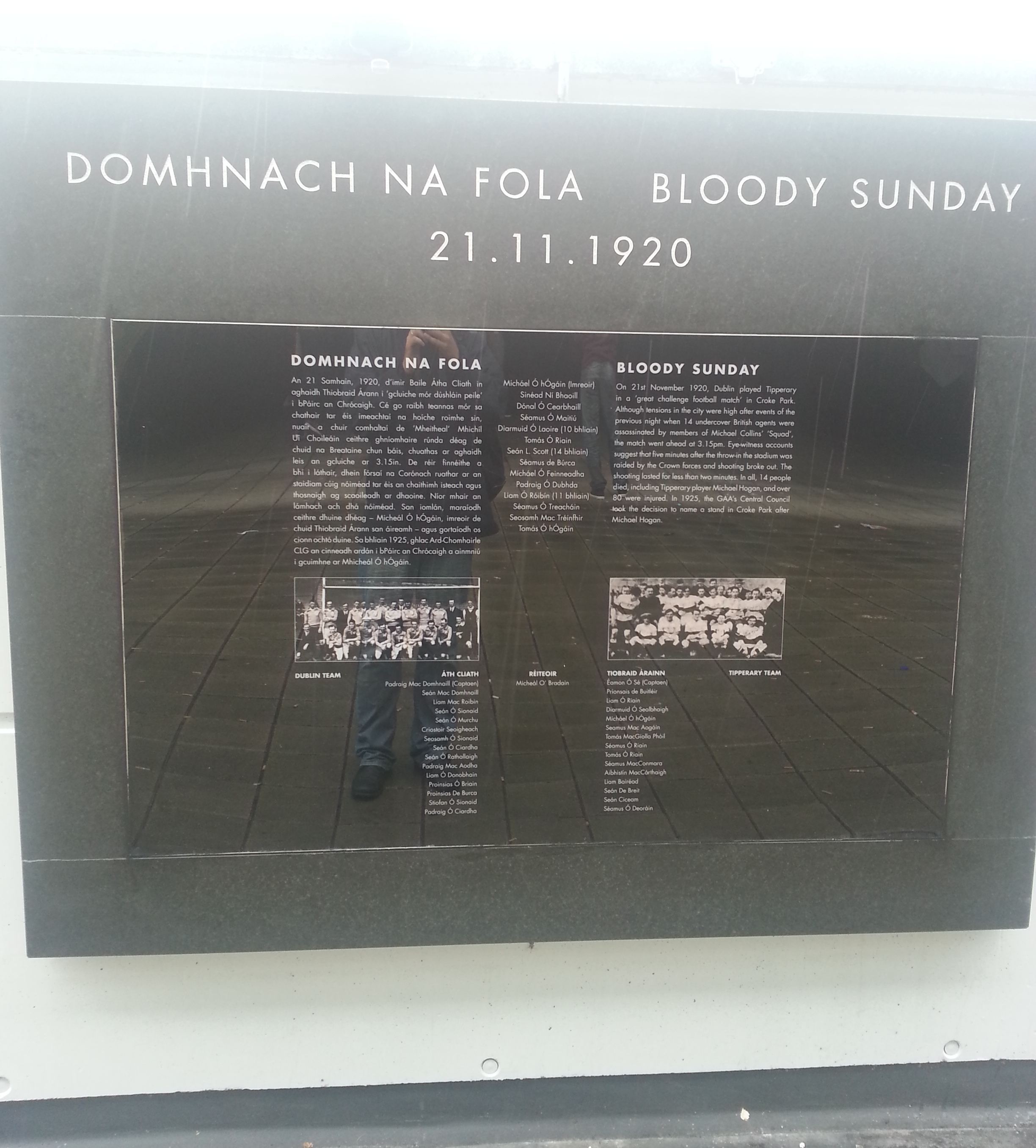
Мемориальная плита памяти жертв Кровавого воскресенья в Кроук Парке

Кровавое воскресенье (англ. Bloody Sunday, ирл. Domhnach na Fola) — собирательное название кровопролитных событий, произошедших 21 ноября 1920 года в Дублине, во время войны за независимость Ирландии. В результате прокатившейся по городу волны насилия как со стороны Ирландской республиканской армии, так и со стороны противостоявших им британских силовых структур и спецслужб, погибло 32 человека. События, как принято считать, не только нанесли большой ущерб британским разведслужбам, но и усилили поддержку ИРА в самой Ирландии и за рубежом.
Утром того дня члены Ирландской республиканской армии (ИРА) под руководством Майкла Коллинза провели серию нападений, в ходе которой в разных частях города были убиты или смертельно ранены 15 человек. Убитые входили в так называемую «Каирскую банду» — группу агентов спецслужб, внедрённых в ряды ирландских националистов. Большинство убитых были армейскими офицерами, но среди жертв были также один сержант Королевской ирландской полиции, двое сотрудников Вспомогательного отдела при Королевской ирландской полиции и двое гражданских лиц, подозревавшихся в сотрудничестве со спецслужбами. После серии этих убийств ряд сотрудников спецслужб из соображений безопасности укрылись в Дублинском замке.
Днём того же дня на стадион «Кроук Парк», где проходил матч по гэльскому футболу, ворвалась группа из британских военных, сотрудников Вспомогательного отдела Королевской ирландской полиции и их тайного подразделения «Чёрно-пегие». Полиция собиралась провести обыск на стадионе, чтобы задержать подозреваемых в утренних акциях, однако полицейские внезапно открыли беспорядочный огонь по зрителям и игрокам на стадионе: погибло 14 человек (в том числе двое детей), около 80 были ранены. Согласно официальному заявлению, полицейские открыли огонь якобы после обстрела неизвестными лицами, однако это опровергалось свидетельскими показаниями. Только в 2000 году властями было обнародовано официальное заключение: стрельба на поражение велась без легальных оснований. После бойни на «Кроук Парк» ирландская общественность открыто выступила против британских властей.
Вечером в Дублинском замке были убиты трое заключённых — Дик Макки, Питер Клэнси (подозреваемые в участии в «Кровавом воскресенье») и Конор Клун (задержан вместе с ними случайно). Все трое были подвергнуты пыткам и побоям, а затем зверски убиты (согласно заявлению властей — убиты при попытке к бегству). Британскими властями было задержано немало лиц, подозревавшихся в сотрудничестве с ИРА и в участии в событиях «Кровавого воскресенья» в частности. Двум арестованным в марте 1921 года был вынесен смертный приговор.

## Предыстория
Кровавое воскресенье 1920 года считается одним из наиболее значимых событий ирландской войны за независимость, которое произошло после подписания декларации о независимости Ирландии и основания палаты представителей Ирландии (Дойл Эрен). В те годы Ирландская республиканская армия вела партизанскую войну против Британской армии и Королевской ирландской полиции. В ответ на возросшую активность со стороны ИРА британское правительство начало укомплектовывать Королевскую ирландскую полицию рекрутами из Великобритании — их форма представляла собой смесь традиционной тёмно-зелёной униформы полицейских и хаки, за что те британские рекруты получили прозвище «Чёрно-пегие». Также в составе Королевской ирландской полиции появился Вспомогательный отдел, который вместе с «чёрно-пегими» обрёл печальную славу за проявляемую в отношении мирных жителей жестокость. Противостояние этих групп и ИРА в Дублине переросло в серию вооружённых стычек со смертельным исходом и последующих ответных атак, совершавшихся из мести обеими сторонами. Майкл Коллинз и Ричард Малкэхи попытались уничтожить действовавшую в городе британскую разведывательную сеть: предпринятая ими 21 ноября попытка и положила начало событиям «Кровавого воскресенья».

### План Коллинза

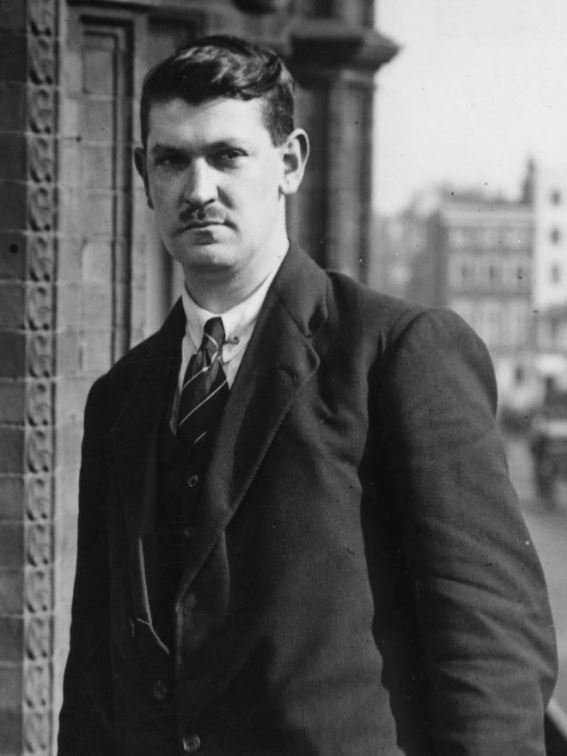
Майкл Коллинз в 1921 году

Майкл Коллинз на тот момент был начальником разведки ИРА и министром финансов Ирландской Республики. С 1919 года он руководил дублинским подпольным отрядом ИРА, известным просто под названием «Отряд» (англ. The Squad) и под прозвищем «Двенадцать апостолов» (англ. The Twelve Apostles). Эти люди занимались ликвидацией высокопоставленных офицеров Королевской ирландской полиции, агентов британских спецслужб и их осведомителей — агентов так называемого отдела G Дублинской столичной полиции. К концу 1920 года британцы организовали в Дублине широкую сеть шпионов и информаторов, в состав которой входили 18 британских разведчиков — так называемая «Каирская банда», прозвище которой было взято в честь названия кафе «Каир» (англ. Cairo Cafe) на Графтон-стрит, где они собирались, и как отсылка к их опыту службы в британской военной разведке в Египте и Палестине во время Первой мировой войны. Ричард Малкэхи, начальник штаба ИРА, называл эту группировку «крайне опасной и умело сокрытой шпионской организацией» (англ. a very dangerous and cleverly placed spy organisation).
В начале ноября 1920 года в Дублине были арестованы почти все руководители ИРА. 10 ноября чудом избежал ареста Малкэхи, однако британцам достались документы, в которых указывались имена и адреса 200 членов ИРА. Спустя некоторое время Коллинз отдал приказ уничтожить всех британских агентов в городе, чтобы не допустить окончательного провала ИРА в городе. Также руководство повстанцев полагало, что британские силы реализовывали координированную политику физического уничтожения лидеров ирландского республиканского движения. Ответственным за подготовку операции был назначен Дик Макки. Чтобы заполучить адреса британской агентуры, ирландцы использовали разные методы и источники, в том числе собирая информацию у прислуги, сочувствовавшей ирландским повстанцам, и подслушивая беседы ничего не подозревавших британцев. Одним из источников информации был также сержант Королевской ирландской полиции Мэнникс (англ. Mannix), служивший в казармах в Доннибруке.
Изначально по плану Коллинза ирландцы должны были уничтожить не менее 50 человек, подозревавшихся в работе на британскую разведку (как кадровых сотрудников, так и информаторов), но позже по требованию министра обороны Ирландской Республики Кахал Бру список сократили до 35, поскольку Бру полагал, что против ряда людей нет достаточных доказательств. В конце концов, Коллинз сошёлся на ликвидации 20 человек. В ночь на 20 ноября командиры нескольких отрядов, куда вошли члены «Отряда» и Дублинской бригады ИРА, получили указания о целях ликвидации — 20 агентах британских спецслужб, находившихся в восьми разных точках Дублина. Через несколько часов после заветной встречи в ходе полицейского рейда были арестованы двое её участников — Дик Макки и Питер Клэнси, а Коллинз только чудом избежал ареста в ходе ещё одного рейда, проводившегося параллельно.

## Утро: убийства британских агентов повстанцами ИРА

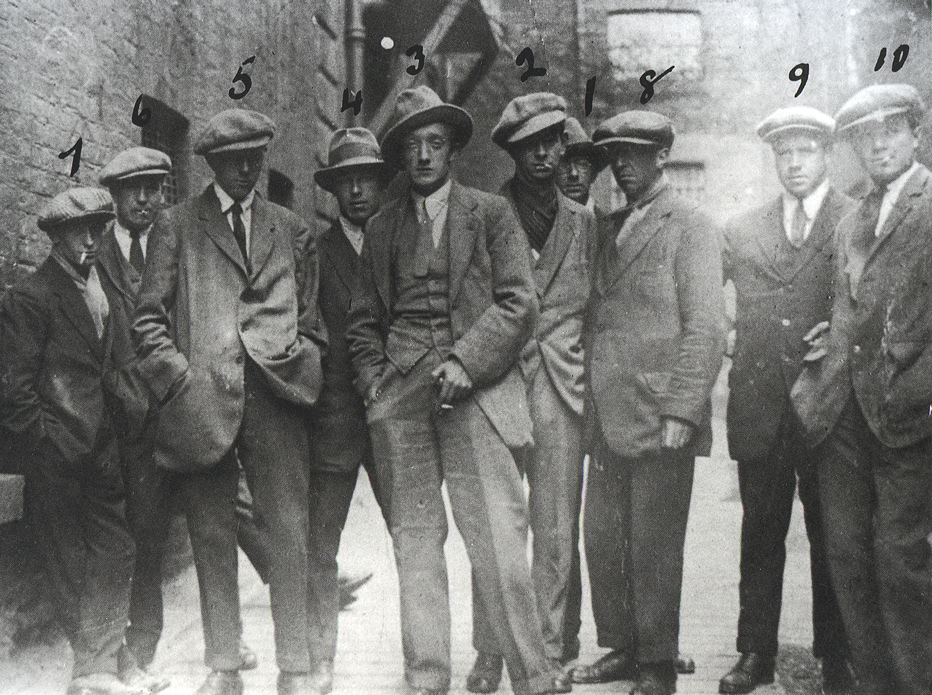
Группа людей, считавшаяся «Каирской бандой» (по другой версии, это отряд Юджина Айго)

Ранним утром 21 ноября повстанцы ИРА приступили к операции. Большинство атак были совершены в небольшом районе на юге центра Дублина, где проживал средний класс; ещё два нападения произошли в гостинице Грешем на Сэквилль-стрит (ныне О’Коннелл-стрит). В доме 28 по Аппер-Пемброук-стрит (англ. Upper Pembroke Street) ирландцы открыли огонь по шестерым офицерам Британской армии: на месте были убиты двое офицеров разведки, а третий — подполковник Хью Монтгомери — умер от полученных ранений 10 декабря. Остальные трое чудом выжили. В доме 38 по Аппер-Маунт-стрит (англ. Upper Mount Street) были убиты ещё двое офицеров разведки; во время этой перестрелки на месте случайно оказался британский военный курьер, которого ирландцы взяли на мушку. Уходя с места атаки, они ввязались в небольшую перестрелку с майором британской армии, находившемся в доме по соседству.
В доме 22 по Лоуэр-Маунт-стрит (англ. Lower Mount Street) был убит один офицер разведки, ещё один сбежал. Третий военный по фамилии Пил (англ. Peel) не пропустил ирландцев в свою комнату. Здание вскоре окружили бойцы Вспомогательного отдела, которые случайно оказались рядом, и ирландцам пришлось прорываться наружу с боем. Один из атаковавших, Фрэнк Тилинг, был ранен и попал в плен. Тем временем двое сотрудников Вспомогательного отдела отправились в близлежащие казармы за подкреплениями, но были схвачены группой ИРА на мосту Маунт-Стрит (англ. Mount Street Bridge): их отвели в дом на Нортумберленд-роуд (англ. Northumberland Road), где допросили и затем расстреляли. Это были первые сотрудники Вспомогательного отдела, погибшие при исполнении служебных обязанностей.
В доме 117 на Морхэмптон-роуд (англ. Morehampton Road) был застрелен шестой по счёту офицер разведки, однако там же был убит и его лендлорд (хозяин его дома) — скорее всего, по ошибке. В то же время в гостинице Грешем были убиты двое лиц — бывшие британские офицеры, служившие на фронте Первой мировой, но одетые в гражданскую одежду. Группа бойцов ИРА приказала портье провести их в конкретную комнату, где расстреляла обоих — Патрика Маккормака и Леонарда Уайлда. Однако предполагается, что Маккормак не фигурировал в списке лиц, от которых ИРА должны были избавиться, а точный статус Уайлда остаётся неясным. Согласно словам Джеймса Кэхилла, участвовавшего в нападении, когда они ворвались в комнату, то Уайлд выкрикнул, что является офицером разведки, поскольку решил, что к ним с обыском нагрянули полицейские. Будущий премьер-министр Ирландии Шон Лемасс участвовал в ликвидации британского офицера из военного трибунала, имевшей место в доме 119 на Лоуэр-Бэггот-стрит (англ. Lower Baggot Street); в соседнем доме 92 убит ещё один член военного трибунала. У дома 28 по Эрлсфорт-тэрес был застрелен сержант Королевской ирландской полиции Фитцджеральд, хотя предполагалось, что ликвидировать должны были его однофамильца — подполковника Британской армии.
Историки спорят о том, кем именно были погибшие утром Кровавого воскресенья. Согласно официальной версии британского правительства того времени, от рук ИРА погибали обычные офицеры британской армии и мирные жители, в то время как ИРА были убеждены в том, что большинство убитых в то утро были кадровыми сотрудниками или агентами британской разведки. В 1972 году историк Том Боуден пришёл к выводу, что убитые ирландскими повстанцами офицеры в какой-то степени были связаны с британской разведкой, однако в 1979 году Чарльз Таунсхенд отверг выводы Боудена и заявил, что из документов Майкла Коллинза следовало, что 21 ноября среди жертв были и обычные офицеры британской армии. Наиболее точные выводы сделала ирландка Джейн Леонард, которая установила, что из девяти убитых британских офицеров шестеро точно занимались разведывательной деятельностью, двое были офицерами военного трибунала, а ещё один был офицером штаба, служившим в командовании контингента Британской армии в Ирландии, но не имевшим никакого отношения к разведке. Из убитых в гостинице «Грешем» Уайлд, скорее всего, мог иметь отношение к разведке, а Маккормак был невиновным гражданским лицом и погиб по случайности, поскольку нападавшие попали не в тот гостиничный номер.
Итого утром того дня были убиты 14 человек, а ещё один получил смертельные ранения и позже умер. Пять человек было ранено. Из нападавших был арестован только Фрэнк Тилинг, однако он сбежал из-под стражи. Ещё один повстанец ИРА был легко ранен в руку. Член ирландского подполья Тодд Эндрюс констатировал, что большинство рейдов ИРА оказались провальными: те, кого искали ирландцы, оказались не на своих местах, а в некоторых случаях повстанцы попросту «скомкали свою работу». Коллинз же оправдывал совершённые тем утром убийства следующим образом:

Моё единственное намерение заключалось в том, чтобы уничтожить нежелательных лиц, которые продолжали превращать в ад жизни простых достойных граждан. Мне лично хватает доказательств бесчинств, которые совершила эта шайка шпионов и стукачей. Если у меня и был второй мотив, то в лучшем случае — ощущение того, что я охочусь на опасного ящера. От их уничтожения и воздух стал чище. Для меня выводы очевидны: в военное время сцапать шпиона и стукача не является преступлением. Они уничтожили всех без суда и следствия, а я отплатил им той же монетой.
Оригинальный текст (англ.)My one intention was the destruction of the undesirables who continued to make miserable the lives of ordinary decent citizens. I have proof enough to assure myself of the atrocities which this gang of spies and informers have committed. If I had a second motive it was no more than a feeling such as I would have for a dangerous reptile. By their destruction the very air is made sweeter. For myself, my conscience is clear. There is no crime in detecting in wartime the spy and the informer. They have destroyed without trial. I have paid them back in their own coin.

Всего в результате атак ИРА были убиты следующие лица, так или иначе связанные с британской разведкой:
- Лейтенант Питер Эшман Эймс[англ.] (англ. Peter Ashmun Ames) — офицер разведки Британской армии; убит на Аппер-Маунт-стрит
- Лейтенант Генри Энглисс (англ. Henry Angliss), он же Патрик Макмэхон (англ. Patrick McMahon) — офицер разведки Британской армии; убит на Лоуэр-Маунт-стрит
- Лейтенант Джеффри Баггалэй (англ. Geoffrey Baggallay) — офицер военного трибунала Британской армии; убит в доме 119 на Лоуэр-Бэггот-стрит
- Лейтенант Джордж Беннетт (англ. George Bennett) — офицер разведки Британской армии; убит на Аппер-Маунт-стрит
- Майор Чарльз Даулинг (англ. Charles Dowling) — офицер разведки Британской армии; убит на Пемброук-стрит
- Сержант Джон Фитцджеральд (англ. John Fitzgerald) — офицер Королевской ирландской полиции; убит на Эрлсфорт-терэс
- Фрэнк Гарнисс (англ. Frank Garniss) — помощник Королевской ирландской полиции, лейтенант Британской армии; убит на Нортумберленд-роуд
- Лейтенант Дональд Маклин (англ. Donald MacLean) — офицер разведки Британской армии; убит на Морхэмптон-роуд
- Капитан Патрик Маккормак (англ. Patrick MacCormack) — гражданский, ранее офицер Королевского армейского ветеринарного корпуса[англ.]; убит в гостинице «Грешем»
- Подполковник Хью Монтгомери[англ.] (англ. Hugh Montgomery) — офицер Королевской морской пехоты; убит на Пермброук-стрит (смертельно ранен, умер 10 декабря)
- Сесил Моррис (англ. Cecil Morris) — помощник Королевской ирландской полиции, капитан Британской армии; убит на Нортумберленд-роуд
- Капитан Уильям Ньюберри (англ. William Newberry) — офицер военного трибунала Британской армии; убит в доме 92 на Лоуэр-Бэггот-стрит
- Капитан Леонард Прайс (англ. Leonard Price) — офицер разведки Британской армии; убит на Пемброук-стрит
- Томас Смит (англ. Thomas Smith) — гражданский, лендлорд Маклина, хозяин дома; убит на Морхэмптон-роуд
- Леонард Уайлд (англ. Leonard Wilde) — гражданский (вероятно, агент разведки), лейтенант Британской армии; убит в гостинице Грешем[англ.]

## День: бойня на стадионе «Кроук Парк»

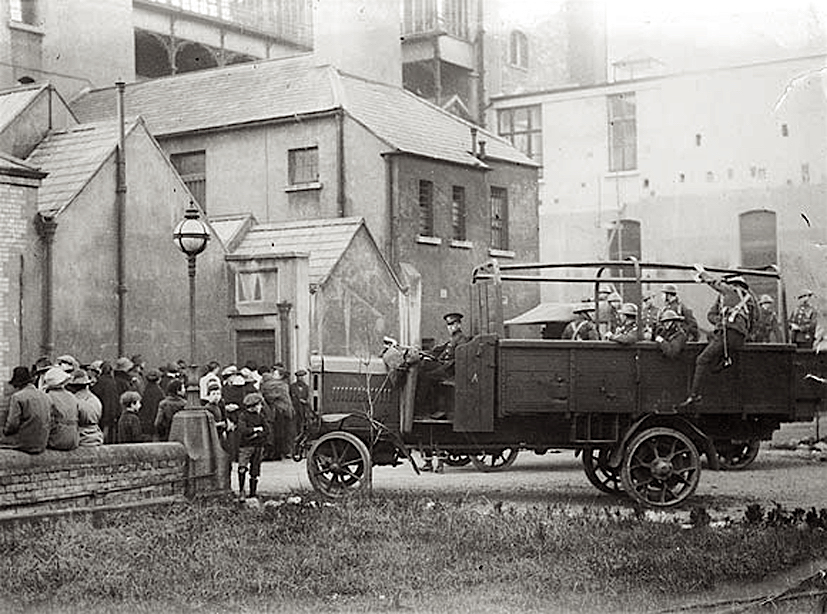
Британские солдаты и родственники жертв бойни на Кроук-Парк собираются у здания Госпиталь на Джервис-стрит

В тот же день на стадионе «Кроук Парк» — крупнейшем стадионе в ведении Гэльской атлетической ассоциации — должен был состояться матч по гэльскому футболу между сборными командами Дублина и Типперэри. Все средства от продажи билетов планировалось передать в Фонд поддержки республиканских узников (англ. Republican Prisoners' Dependents' Fund). Матч не носил официального характера, однако расценивался обеими командами как подготовительный этап к финалу Всеирландского чемпионата: команда Дублина уже вышла в финал этого турнира как победитель чемпионата Ленстера, а команда Типперэри рассматривалась многими как фаворит чемпионата Манстера и как наиболее вероятный второй участник финала. После новостей о серии совершённых убийств среди дублинцев усилилось беспокойство, однако многие простые люди, перенёсшие тяготы войны, всё же решили прийти на матч. На стадионе в день игры собралось не менее 5 тысяч человек, а игра началась в 15:15.
Зрители не подозревали, что в это время к стадиону с севера приближалась большая колонна из грузовиков с солдатами и трёх бронеавтомобилей Peerless, притормозившая у Клонлифф-роуд. Полицейские прибыли в город со стороны Коллинстауна, а вскоре к ним присоединились ещё около 100 человек из тайного подразделения ирландской полиции «Чёрно-пегие», которые, достав в Финикс-парке автомобили Crossley, на них помчались через весь город в Беггарс-Буш, где их ждала группа Вспомогательного отдела ирландской полиции. Эти сотрудники изначально направлялись в Мит, но решились присоединиться к колонне «Чёрно-пегих». Ещё одна колонна ирландской полиции двинулась к стадиону с юго-западной стороны, вдоль Рассел-стрит и Джонс-роуд: туда вошли входили 12 грузовиков с «чёрно-пегими» и шесть грузовиков с бойцами Вспомогательного отдела. Среди «чёрно-пегих» также были несколько сотрудников Вспомогательного отдела, одетые в гражданское. Им был дан приказ: окружить Кроук-Парк, перекрыть выходы и обыскать всех, кто находился на стадионе. Руководство полиции позже утверждало, что они собирались в мегафон прокричать, что все уходящие со стадиона мужчины обязательно будут подвергнуты обыску и что по любому, кто попытается сбежать от полиции, будет открыть огонь на поражение.
Однако в 15:25, когда колонна подъехала к юго-западному входу «Кроук-Парка» у Королевского канала, полицейские первыми начали стрельбу. Некоторые из сотрудников полиции утверждали, что когда они подъехали к стадиону, по ним открыли огонь были некие «часовые» из ИРА; другие же полицейские, ехавшие в головной части колонны, не подтверждали сообщения о стрельбе по колонне. Два констебля Дублинской столичной полиции, дежурившие у входа около Королевского канала, не подтвердили сообщений об обстреле полицейской колонны; ещё один сообщил, что прорвавшиеся через главный вход полицейские стали стрелять в воздух. Корреспонденты британских газет Manchester Guardian и Daily News по итогам опросов свидетелей пришли к заключению, что полицейские могли принять билетёров, продававших билеты на матч по традиции за пределами стадиона, за некий аванпост или «часовых ИРА», а увидевшие множество грузовиков билетёры в панике разбежались.
Иначе говоря, не только было представлено доказательств, что по полиции кто-то открыл огонь; более того, свидетели из числа мирных жителей утверждали, что именно полицейские ворвались на поле и открыли без предупреждения огонь по всем присутствовавшим на поле. Находившиеся в головных машинах колонны полицейские выскочили на землю, пробежали ко входу на стадион у Королевского канала, перебрались через турникеты и открыли беспорядочный огонь из винтовок и револьверов. Ирландская газета Freeman's Journal сообщала, что звуки выстрелов вызвали панику на стадионе, а когда зрители ринулись к дальним трибунам, ворвавшиеся на газон поля полицейские стали стрелять и по зрителям. Одна группа полицейских стреляла по убегавшим с поля людям, другая стреляла со стороны моста через Королевский канал по тем, кто пытался перебраться через стену и сбежать с арены. Находившиеся по другую сторону Кроук-Парка солдаты на Клонлифф-роуд, услышав звуки выстрелов, также были напуганы, а затем увидели бежавших со стадиона в панике людей. Находившаяся на Сент-Джеймс-авеню бронемашина тут же открыла огонь из пулемёта над головами бежавших людей, пытаясь остановить толпу. Вся стрельба продолжалась около полутора минут: командир полицейского отряда майор Миллс оправдывался, что его люди были «возбуждены и вышли из себя». К тому моменту, когда он привёл в порядок своих подчинённых, было зафиксировано 114 выстрелов из винтовок и ещё 50 выстрелов из пулемёта бронеавтомобиля за пределами стадиона.
В результате разразившейся бойни семь человек были убиты на месте выстрелами из оружия; ещё пятеро получили ранения, от которых скончались в больнице, два человека были задавлены насмерть в толпе. Среди погибших была одна женщина Джейн Бойл (англ. Jane Boyle), которая пришла на матч со своим женихом и собиралась сыграть свадьбу через пять дней. От пуль погибли двое мальчиков в возрасте 10 и 11 лет. Ещё два игрока команд были ранены — Джим Иган и Майкл Хоган, однако если Игану удалось выжить, то Хоган погиб на месте. Число раненых и получивших травмы в результате давки оценивалось десяткамина десятки, полиция не понесла никаких потерь. Общее число жертв составило 14 человек. Число раненых достигло около 80 человек. Жертвами нападения стали следующие люди:
- Джейн Бойл (англ. Jane Boyle), 26 лет, Дублин
- Джеймс Бёрк (англ. James Burke), 44 года, Дублин
- Дэниэл Кэрролл (англ. Daniel Carroll), 31 год, Типперэри (умер 23 ноября)
- Майкл Фири (англ. Michael Feery), 40 лет, Дублин
- Майкл «Мик» Хоган[англ.] (англ. Michael 'Mick' Hogan), 24 года, Типперэри
- Том Хоган (англ. Tom Hogan), 19 лет, Лимерик (умер 26 ноября)
- Джеймс Мэттьюс (англ. James Matthews), 38 лет, Дублин
- Патрик О'Дауд (англ. Patrick O'Dowd), 57 лет, Дублин
- Джером О'Лири (англ. Jerome O'Leary), 10 лет, Дублин
- Уильям Робинсон (англ. William Robinson), 11 лет, Дублин (умер 22 ноября)
- Том Райан (англ. Tom Ryan), 27 лет, Уэксфорд
- Джон Уильям Скотт (англ. John William Scott), 14 лет, Дублин
- Джеймс Тихан (англ. James Teehan), 26 лет, Типперэри
- Джо Трейнор (англ. Joe Traynor), 21 год, Дублин

Как только стрельба прекратилась, сотрудники служб безопасности начали обыскивать оставшихся в толпе людей, прежде чем выпустить. В ходе обыска был обнаружен один револьвер: местный домовладелец сказал полиции, что один из зрителей выбросил к нему оружие в сад. Британские власти сообщали, что на территории стадиона было найдено от 30 (по сообщению главного секретаря Ирландии) до 40 разряженных револьверов. В то же время Миллс утверждал, что ни у зрителей, ни на территории стадиона никакого оружия не было обнаружено. В Дублинском замке были шокированы новостями с Кроук-Парк: действия полиции де-факто были признаны незаконными на самом высоком уровне. Однако с целью скрыть состав преступления в действиях британских спецслужб власти опубликовали следующее официальное сообщение:

В субботу в Дублин прибыла группа людей под предлогом необходимости посетить футбольный матч между командами Типперэри и Дублина. В действительности они намеревались совершить серию убийств, которые и прокатились утром следующего дня по Дублину. Узнав о том, что убийцы будут находиться на Кроук-Парк, лояльные Короне полицейские силы отправились на стадион с целью проведения обыска. Изначально предполагалось, что офицер полиции выйдет в центр поля и выкрикнет в мегафон требование к преступникам немедленно выйти. Однако вооружённая охрана, завидев приближавшихся полицейских, сделала несколько выстрелов, чтобы предупредить сообщников: те, воспользовавшись давкой и паникой, скрылись в толпе.
Оригинальный текст (англ.)A number of men came to Dublin on Saturday under the guise of asking to attend a football match between Tipperary and Dublin. But their real intention was to take part in the series of murderous outrages which took place in Dublin that morning. Learning on Saturday that a number of these gunmen were present in Croke Park, the Crown forces went to raid the field. It was the original intention that an officer would go to the centre of the field and speaking from a megaphone, invite the assassins to come forward. But on their approach, armed pickets gave warning. Shots were fired to warn the wanted men, who caused a stampede and escaped in the confusion.

Газета The Times, которая во время войны занимала позицию юнионистов, высмеяла эту трактовку событий; то же самое сделала и делегация Лейбористской партии, находившаяся в Ирландии с визитом. Командир Вспомогательного отдела бригадир Фрэнк Перси Крозье позже подал в отставку, узнав о том, что скрывалось за формулировкой действий его сотрудников в Кроук-Парк: один из его подчинённых сказал, что «чёрно-пегие» открыли ничем не спровоцированный огонь по зрителям. Майор Миллс в своём отчёте утверждал, что не было никакой необходимости в стрельбе, но уверял, что никто из Вспомогательного отдела не открывал огонь.

## Вечер: смерть троих заключённых в Дублинском замке

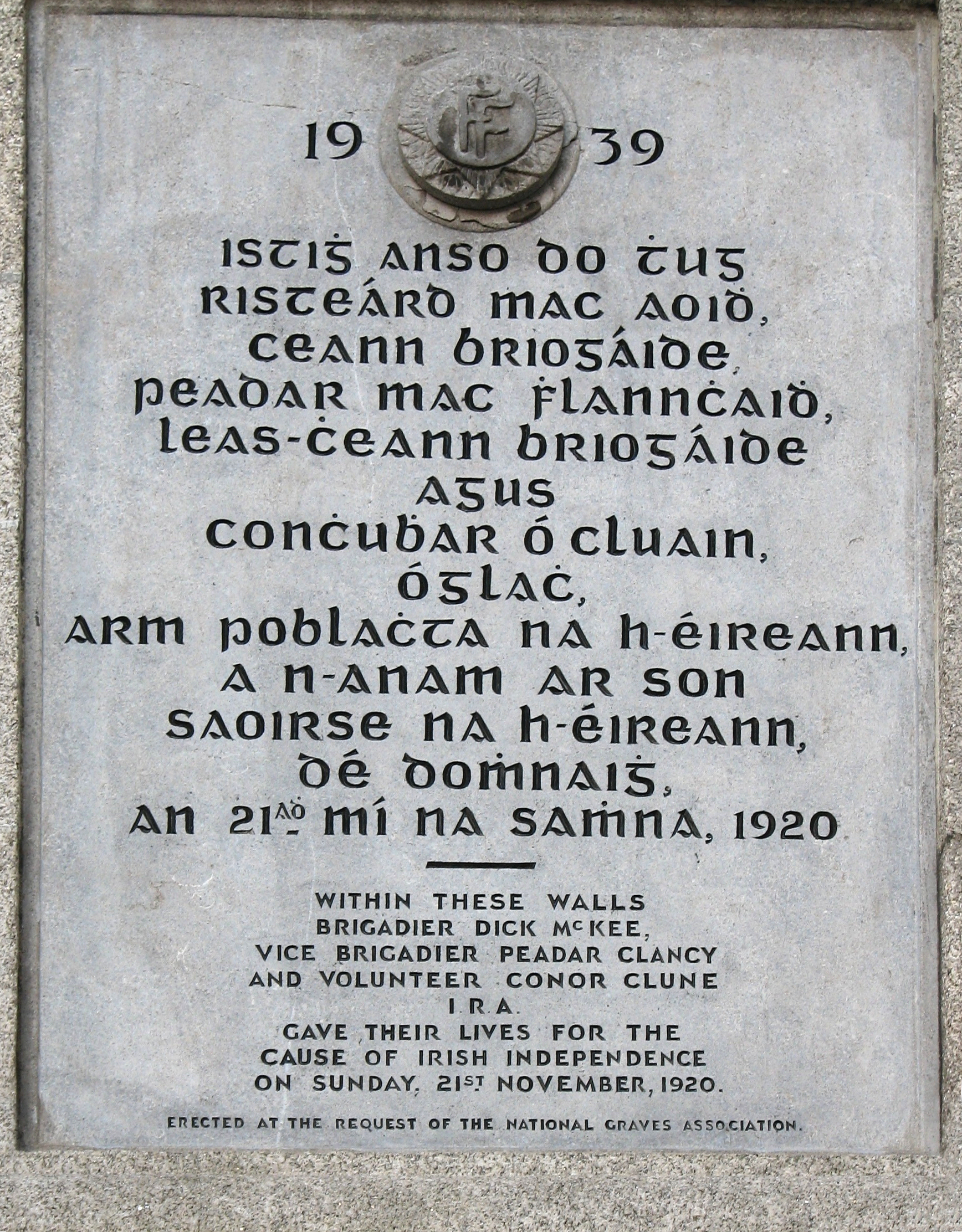
Мемориальная табличка в память о казнённых в Дублинском замке

Вечером того же дня в Дублинском замке после продолжительных допросов были убиты двое высокопоставленных деятелей ИРА Дик Макки и Питер Клэнси, а также ещё один человек по имени Конор Клун. Макки и Клэнси были арестованы за несколько часов до начала событий Кровавого воскресенья: им предъявили обвинения в подготовке покушений на сотрудников британских спецслужб. Клун, вступивший в ряды Ирландских добровольцев примерно сразу после их образования, был арестован по подозрению в сотрудничестве с ИРА, однако доказательств его активного участия в их акциях не было представлено. Он также был членом Гэльской лиги; его арестовали в ходе ещё одного рейда в гостинице, откуда незадолго до ареста выбежали члены ИРА. Согласно официальному заявлению властей, в замке не было тюремных помещений для троих задержанных, поэтому их поместили в караульное помещение, где было оружие, и убили при попытке бегства. Утверждалось, что арестанты пытались бросить гранаты, которые дали осечку, а один из них пытался выстрелить в охранника из винтовки, но промахнулся; всех троих убили сотрудники Вспомогательного отдела.
Согласно заключению судебно-медицинской экспертизы, у всех трёх арестованных были зафиксированы многочисленные переломы и ссадины, связанные со многочисленными нанесёнными побоями, а также пулевые ранения в голову и грудь. На их лицах были многочисленные царапины и синяки, а у Макки также была рана в боку, нанесённая штыком. Командир бригады ИРА Майкл Линч утверждал, что видел тело Макки и его «почти невозможно было узнать»: по словам Линча, Макки подвергали пыткам и избивали до полусмерти, прежде чем застрелить. Существуют свидетельства, что перед смертью Макки сказал: «Давайте, сделайте так, как вы это не умеете!» (англ. Go on, and do your worst!). Однако начальник Клуна, Эдвард Маклайзет, который видел тела всех убитых в королевском госпитале имени короля Георга V, опроверг слухи об изуродованных лицах и сказал, что над телами не совершалось никакое членовредительство.
Обследовавший тела погибших военный врач обнаружил признаки обесцвечивания кожи, но объяснил этот процесс тем, что тела остались лежать в конкретных позах после того, как заключённых застрелили. Как и частный врач, нанятый Маклайзетом, он обнаружил многочисленные следы огнестрельных ранений на телах убитых, но не подтвердил наличие нанесённых штыками ран. Осведомитель ИРА Дэвид Нелиган разделял мнение военного врача. Начальник британской военной разведки бригадный генерал Ормонд Уинтер провёл частное расследование, опросив охранников и изучив место происшествия. Он выяснил, что один из пленных лежал на спине у камина, зажав в правой руке гранату, а рядом с ним лежали два других трупа. На теле того, кто лежал перед камином, Уинтер обнаружил глубокую рану, нанесённую лопатой, которой один из нападавших пытался атаковать полицейских. Из двери Уинтер также извлёк пулю и передал её сэру Джону Андерсону, который, сомневаясь в подлинности заключений Уинтера, сам с ним направился в караульное помещение и дополнительно выслушал показания сотрудников Вспомогательного отдела.

## Последствия

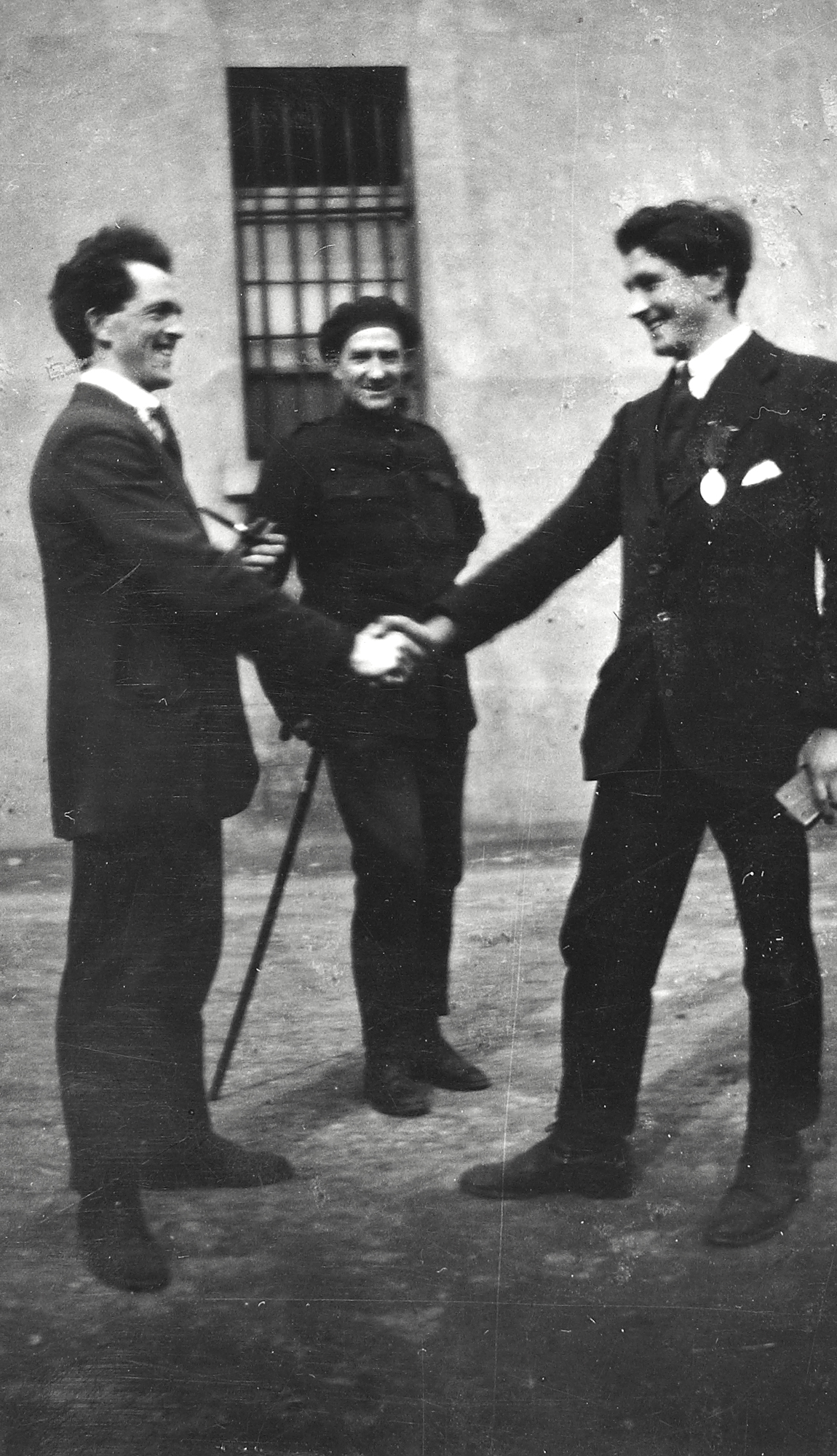
Патрик Моран (слева) и Томас Уэлан (справа) перед казнью, в середине — сотрудник Вспомогательного отдела Королевской ирландской полиции

Общее количество жертв событий «Кровавого воскресенья» 21 ноября 1920 года составило 32 человека: 15 офицеров Британской армии и сотрудников спецслужб, убитых утром в городе; 14 человек, расстрелянных или задавленных днём на стадионе «Кроук Парк»; три человека, убитые в Дублинском замке вечером. Совершённые ИРА нападения на сотрудников британских спецслужб и массовый расстрел мирных граждан британскими полицейскими не только нанесли большой ущерб репутации британских властей в Ирландии, но и усилили поддержку ИРА в ирландском обществе и даже в мире. На первых полосах международной прессы появились сообщения о бойне на «Кроук Парк» с упоминаниями о том, что среди погибших на стадионе были женщина, двое детей и спортсмен, что не только ухудшило международную репутацию Великобритании, но и укрепило антибританские настроения в Ирландии. В газете националистической направленности Freeman's Journal бойня на стадионе сравнивалась с Амритсарской бойней, которую в апреле 1919 года устроили британские войска в Индии; похожие оценки высказывали и другие издания.
22 ноября 1920 года депутат Палаты общин от Ирландской парламентской партии Джозеф Девлин на заседании Парламента публично призвал начать расследование массового убийства в Кроук-Парк. В ответ на него с кулаками набросился другой депутат Джон Молсон, а ряд депутатов даже потребовали застрелить Девлина. В связи с этим заседание пришлось приостановить на какое-то время, прежде чем был восстановлен порядок. Никакого публичного расследования убийства так и не проводилось: вместо этого в закрытом режиме прошли два судебных заседания военного трибунала в университетском госпитале Матери Милосердия и в госпитале на Джервис-стрит. Были представлены показания более 30 людей, большинство из которых были членами «чёрно-пегих», сотрудниками Вспомогательного отдела и британскими военнослужащими. По итогам одного из заседаний суд постановил, что изначально неизвестные гражданские лица совершили первые выстрелы либо в качестве предупреждения, либо с целью затеять панику. Однако также утверждалось, что Королевская ирландская полиция открыла огонь без соответствующего приказа, превысив свои полномочия. Командующий Дублинским военным округом генерал-майор Бойд, высказывая своё мнение, заявил, что стрельба по толпе носила неразборчивый характер и не была ничем оправдана, за исключением выстрелов, которые прозвучали за стенами. Британское правительство наложило гриф секретности на результаты судебного следствия: эти документы были впервые опубликованы только в 2000 году.
Совершённые членами ИРА убийства вызвали панику в британском военном командовании: многочисленные осведомители и сотрудники британских спецслужб укрылись в Дублинском замке, опасаясь за свою жизнь. В замок также приказали переселиться армейским офицерам, однако из-за нехватки мест им не разрешили взять с собой жён. Сотрудники спецслужб, перебравшиеся в замок, заняли не только главное здание, но и шесть расположенных рядом зданий. В самой британской прессе наибольший общественный резонанс вызвали не убийства на Кроук-Парк, а гибель офицеров Британской армии: в день похорон офицеров по улицам Лондона проследовала траурная процессия с телами девяти погибших британских военных. В Дублине ликвидацию агентов британских спецслужб рассматривали как успех разведки ИРА, в то время как в британских правительственных верхах считали, что агенты были сами виноваты в своей гибели: премьер-министр Дэвид Ллойд Джордж утверждал, что агентуру перебили «подмастерья», а Уинстон Черчилль добавлял, что убитые не предприняли должных мер безопасности.
Полиция арестовала утром Кровавого воскресенья одного из членов ИРА — Фрэнка Тилинга, которому предъявили обвинения в убийстве Генри Энглисса. Позже перед судом по этому делу предстали ещё несколько его сообщников — Уильям Конуэй, Эдвард Поттер и Дэниел Хили. Тилинг, Конуэй и Поттер были приговорены к смертной казни, но Тилинг сбежал из тюрьмы, а остальным двум отсрочили вынесение смертного приговора. За убийство лейтенанта Баггалэя перед судом предстали Томас Уэлан, Джеймс Бойс, Джеймс Макнамара и Майкл Тобин. Из этих людей только Уэлан был признан виновным, а 14 марта 1921 года его повесили. В тот же день был повешен Патрик Моран, признанный виновным в убийствах, совершённых в гостинице «Грешем».
5 февраля 1921 года в пабе Хайна (англ. Hyne's Pub) повстанцами ИРА был застрелен Джеймс «Шенкер» Райан (англ. James "Shanker" Ryan) — осведомитель, выдавший Клэнси и Макки. Вплоть до конца войны за независимость Ирландии продолжались как покушения ИРА на военных, так и боевые действия в городских условиях, которые вела Дублинская бригада ИРА. К весне 1921 года британцы реформировали свою разведывательную сеть в Дублине, а повстанцы начали готовить покушения на британскую агентуру, запланированные на лето. Однако эти планы так и не были реализованы ввиду заключения в июле 1921 года перемирия, которое в итоге положило конец войне.

## Суд по делу об убийствах на Лоуэр-Маунт-стрит
25 января 1921 года в мэрии Дублина состоялось заседание трибунала по делу об убийствах на Лоуэр-Маунт-стрит. Перед судом предстали Уильям Конуэй, Дэниел Хили (англ. Daniel Healy), Эдвард Поттер (англ. Edward Potter) и Фрэнк Тилинг. Адвокат Хили добился того, чтобы в отношении его подзащитного было проведено отдельное судебное следствие, поскольку тот отказался свидетельствовать против других подсудимых. Все остальные остались на скамье подсудимых трибунала: их обвинили в убийстве лейтенанта Генри Энглисса, военнослужащего полка Королевских иннискиллингских фузилёров (в деле упомянут как мистер Макмэхон), которое было совершено в доме 22 на Лоуэр-Маунт-стрит. Судебное дело вызвало широкий общественный резонанс в ирландском обществе и упоминалось на первых полосах ирландской и зарубежной прессы.
Согласно обвинительному заключению, около 9 часов утра к двери дома на Лоуэр-Маунт-стрит подошли двое человек, один из которых спросил Макмэхона, а второй (им был Конуэй) — «мистера Би» (англ. Mr. B.). Они поднялись по лестнице: Конуэй постучался в комнату «мистера Би», а его напарник — в комнату Макмэхона. В этот момент в дом забежали ещё несколько человек, вооружённых револьверами, и стали подниматься по лестнице. Служанка, пытавшаяся предупредить Макмэхона, увидела, как в его комнату вбежали пятеро человек, среди которых были Тилинг и Поттер, и скомандовали «Руки вверх!». В той комнате находились Макмэхон и его спутник, который успел спрятаться под кроватью: самого же Макмэхона нападавшие хладнокровно расстреляли, ранив его в четыре части тела. «Мистер Би» своевременно забаррикадировался, и Конуэю пришлось стрелять сквозь дверь его комнаты. Служанка Нелли Стэплтон (англ. Nellie Stapleton), услышавшая звуки выстрелов, стала звать на помощь проходивших рядом сотрудников Вспомогательного отдела полиции, которые только покинули казармы Беггарс-Буш и отправлялись на службу, спеша к ближайшему поезду, отправлявшемуся на юг. В ходе завязавшейся перестрелки Тилинг был ранен: свидетельские показания также позволили опознать участвовавшего в нападении Поттера.
Упомянутым «мистером Би» был лейтенант Чарльз Р. Пил (англ. Charles R. Peel), который дал показания в суде и которые были опубликованы в официальном печатном органе британского парламента Hansard. Он рассказывал, что в дом ворвались порядка 20 человек (хотя, по данным осведомителей ИРА, всего было 11 человек), которые искали его комнату и комнату Макмэхона. В самого Макмэхона было сделано пять выстрелов, а в дверь комнаты Пила было сделано 17 выстрелов, но тот успел сбежать, не получив повреждений. 28 января 1921 года с показаниями в суде выступил лейтенант Джон Джозеф Коннолли (англ. John Joseph Connolly), упомянутый в документах как «мистер Си» (англ. Mr. C.). Он был в одной комнате с Макмэхоном, когда нападавшие расстреляли того хладнокровно, и успел запрыгнуть под кровать, что спасло ему жизнь. С его слов, нападавшие сначала саркастически спросили, где у Макмэхона припрятано оружие, и тот указал на свой чемодан. После этого они сделали вид, что уходят, а затем их лидер подал команду стрелять. Макмэхон, лежавший в постели, перед смертельными выстрелами попытался поднять руку — в этой позе он так и остался лежать, по словам Коннолли. Показания в суде тот осмелился давать не сразу, опасаясь мести со стороны ирландских республиканцев.
Тилинг был приговорён к смертной казни через повешение и содержался в тюрьме Килмэйнэм, однако ночью 15 (или 21) февраля он бежал из тюрьмы ещё с двумя заключёнными — Эрни О’Малли (англ. Ernie O'Malley) и Саймоном Доннелли (англ. Simon Donnelly). Считается, что бежать ему удалось благодаря дерзкому рейду Майкла Коллинза. Конуэй и Поттер также были признаны виновными и приговорены к смерти, но 5 марта 1921 года газета The Irish Times сообщила, что вице-король Ирландии помиловал Конуэя и Поттера, заменив им смертную казнь на каторгу; Хили же был полностью оправдан.

## Увековечивание памяти
- Решением Гэльской атлетической ассоциации одна из трибун на стадионе Кроук Парк получила имя единственного погибшего в тот день игрока в гэльский футбол — Майкла Хогана. Ныне она известна как «Трибуна Хогана» (англ. Hogan Stand)[94].
- Бойня на стадионе «Кроук Парк», равно как и многие другие события Кровавого воскресенья, показаны в фильме «Майкл Коллинз» 1996 года[4].
- В 2011 году королева Великобритании Елизавета II в рамках своего официального визита в Республику Ирландия посетила «Кроук Парк», а вечером того же дня на банкете выступила с речью о событиях Кровавого воскресенья, развернувшихся на стадионе[95].